# Leptosiphon lemmonii
Leptosiphon lemmonii är en blågullsväxtart som först beskrevs av Asa Gray, och fick sitt nu gällande namn av J.M. Porter och L.A. Johnson. Leptosiphon lemmonii ingår i släktet Leptosiphon och familjen blågullsväxter. Inga underarter finns listade i Catalogue of Life.